# Alexandria (Romênia)
Alexandria é um município localizado na Muntênia, região histórica da Romênia, a 88 quilômetros de Bucareste. É capital do judeţ (distrito) de Teleorman e sua população compõe-se se 58.593 habitantes (1998).